# Morti nel 1437
| Questa pagina contiene informazioni ricavate automaticamente dalle voci biografiche con l'ausilio del template Bio e di un bot. L'aggiornamento è periodico e automatico e ricostruisce completamente la pagina. Se manca una persona in questa lista, sei pregato di non aggiungerla, ma accertati piuttosto che la sua voce biografica contenga il template Bio e che i dati anagrafici siano correttamente compilati. Se il template Bio manca, inseriscilo tu stesso o, in alternativa, metti l'avviso {{tmp\|Bio}} che ne segnala la mancanza. Se i dati riportati sono sbagliati, correggi direttamente la voce biografica; le modifiche saranno visibili in questa lista entro pochi giorni. Per chiarimenti vedi il progetto biografie. La lista contiene solo le 25 persone che sono citate nell'enciclopedia e per le quali è stato implementato correttamente il template Bio. Pagina aggiornata al 2 mag 2025. |

- 3 gennaio - Caterina di Valois, sovrana francese (n. 1401)
- 22 gennaio - Niccolò Niccoli, letterato e umanista italiano (n. 1365)
- 21 febbraio - Giacomo I di Scozia, re (n. 1394)
- 24 marzo - Jean de la Rochetaillée, cardinale e patriarca cattolico francese
- 26 marzo - Walter Stewart, conte di Atholl, nobile scozzese
- 7 aprile - Maria I d'Alvernia, nobile francese (n. 1376)
- 14 aprile - Giovanni Benedetti, vescovo cattolico italiano
- 22 maggio - Jean de Villiers de L'Isle-Adam, nobile e generale francese
- 10 giugno - Giovanna di Navarra, regina (n. 1370)
- 28 giugno - Lucia d'Este, nobildonna italiana (n. 1419)
- 14 luglio - Adolfo, Duca di Jülich-Berg, nobile tedesco
- 6 agosto - Francesco Aregazzi, vescovo cattolico italiano (n. 1375)
- 29 agosto - Ulrich Putsch, vescovo cattolico italiano
- 9 settembre - Lucido Conti, cardinale italiano (n. 1388)
- 14 ottobre - Simon di Utrecht, marinaio olandese
- 29 ottobre - Antonio Fluvian de Riviere, cavaliere medievale spagnolo
- 20 novembre - Thomas Langley, cardinale e vescovo cattolico britannico
- 21 novembre - Brunoro della Scala, nobiluomo italiano
- 9 dicembre - Sigismondo di Lussemburgo, sovrano (n. 1368)
- Malatesta I Baglioni, condottiero italiano (n. 1390)
- Heinrich von Böckenförde
- Girolamo Fiocchi, storico italiano (n. 1348)
- Robert Graham, nobile scozzese
- Bernardino Ubaldini, condottiero italiano (n. 1389)
- Bianca di Coucy, nobildonna francese